# Stoker (spoorwegen)

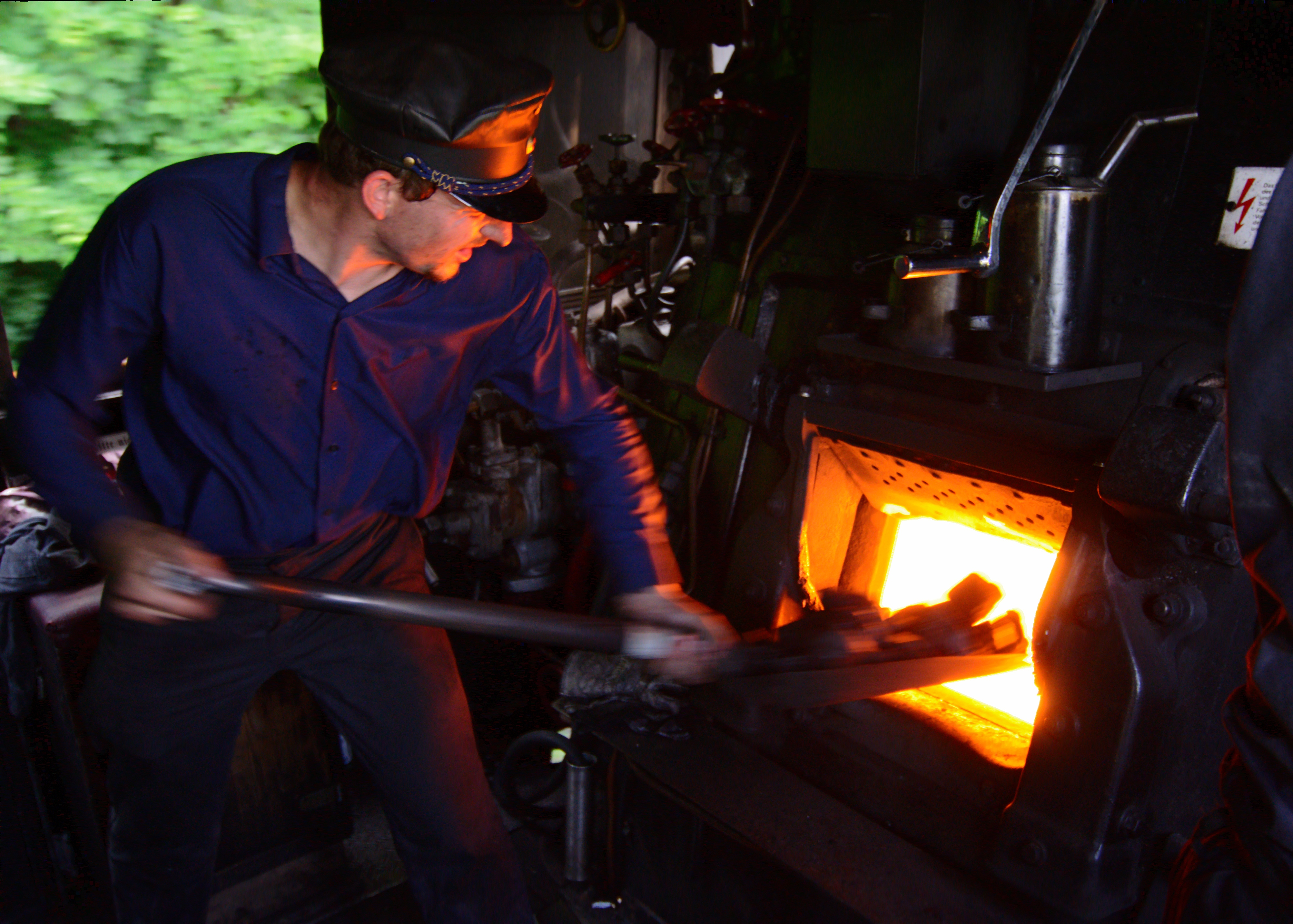
Stoker

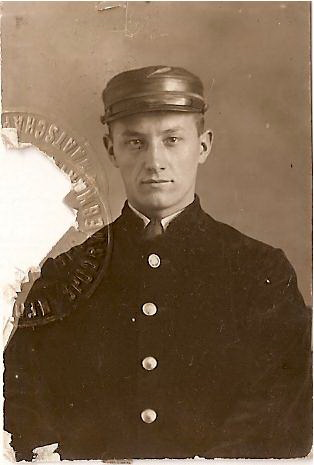
Stoker in het uniform van de Hollandsche IJzeren Spoorweg-Maatschappij (jaar onbekend)

De stoker is op een stoomlocomotief de tweede man naast de machinist. Officieel wordt hij leerling-machinist genoemd, waaruit blijkt dat een stoker uiteindelijk tot machinist kan worden opgeleid.
De stoker zorgt ervoor dat er voldoende stoomdruk in de stoomketel is om de loc te kunnen laten functioneren. Daarvoor moet hij bij kolengestookte locomotieven het vuur met kolen brandend houden. Hij bedient de injecteur, die het waterpeil in de ketel op peil houdt. In geval van slecht zicht door mist, zware regen- of sneeuwval kijkt de stoker met de machinist mee naar de seinen.

## Bijkomende werkzaamheden
Maar een stoker heeft meer te doen dan alleen de keteldruk op peil te houden. Hij zorgt voor het laden van kolen en water. Hoewel grote en moderne locomotievendepots altijd een kolenbunker hebben om kolen te kunnen laden, is dit bij kleinere depots lang niet altijd het geval en moet de stoker soms zelf de kolen met een eenvoudige hijskraan of zelfs handmatig in de tender bijvullen. Vóór de rit moet de loc vaak eerst worden opgestookt en bewegende delen van het drijfwerk goed worden gesmeerd. Dat smeren is een zeer belangrijke taak, want een loc die niet of onvoldoende gesmeerd is kan tijdens de rit ernstig beschadigd raken. Na de rit moet de rookkast worden schoongemaakt en van slakken en as worden ontdaan. Grotere depots hebben hier weer personeel voor, maar de stoker is er dan toch bij aanwezig.
Zijn er tijdens de rit eenvoudige mankementen aan de locomotief, dan worden stoker en machinist geacht dit zelf te kunnen oplossen. Behalve de kolenschep is er daarom een keur aan gereedschap aanwezig in een berghok op de loc of tender.
Verder zorgt de stoker voor het aan- en afkoppelen van wagens, het omleggen van de wissels en het draaien van de draaischijf. Heeft de draaischijf geen motor, dan is het draaien zwaar werk. Bij onbewaakte overwegen waarschuwt hij het verkeer.
In het algemeen kan men stellen dat stoker en machinist tot aan het begin van de 20e eeuw een grote binding hadden met "hun machine", zij hadden het exclusieve recht om met deze loc te mogen rijden. De locomotief zag er keurig uit met gepoetste stoomdom en geschuurde buffers, daar zorgde de stoker wel voor als hij niet iets anders hoefde te doen. Sommige waren zelfs op hun spaarzame vrije dag op het depot te vinden. Later verwaterde dat systeem en werden de locs gereden door verschillende bemanningen, wat het uiterlijk, maar ook de inzetbaarheid, niet bevorderde.

## Oliestook
Snelle personen- en sneltreinen, maar vooral zware goederentreinen vergen veel inspanning van de stoker. Niet voor niets hadden stoomlocs uit de series NS 6300 en NS 3900 de bijnaam van beulen. Om die redenen werd er in het buitenland naar andere manieren gezocht om een locomotief te kunnen stoken. In Duitsland werden veel stoomlocs omgebouwd tot oliestook, bijvoorbeeld de series 012 of serie 043. In andere landen werden de ketels van zware stoomlocs van kolen voorzien met behulp van een schroefspindel, die de kolen vanuit de tender naar de ketel transporteerde. Duitse machinisten klaagden weleens dat stokers op oliestokers hierdoor lui werden en dat hun werk uitsluitend bestond uit het open- en dichtdraaien van de oliebranders. 

## Na het stoomtijdperk
Een moderne elektrische of diesellocomotief wordt door slechts een persoon bestuurd. Er zijn natuurlijk nog wel leerling-machinisten, maar die zijn uitsluitend leerling. Een stoker is niet meer nodig.